# 우안차카쥐
우안차카쥐(Juscelinomys huanchacae)는 비단털쥐과에 속하는 설치류이다. 볼리비아 동부 노엘 캠프 메르카도 국립공원 우안차카 산맥 해발 700m 지역의 사바나 지역에 알려져 있다.